# Золотник Борис Андрійович

Золотник Борис

Золотник Борис Андрійович (нар. 25 січня 1953, с. Ступки, Тернопільський район, Тернопільська область — пом. 27 грудня 2014, Львівська область) — український громадський та політичний діяч, педагог, історик, голова Золочівської районної державної адміністрації (2005–2006), голова Золочівської районної ради (2006–2010), лідер Євромайдану у м. Золочеві (2013—2014).

## Життєпис
Борис Золотник народився 25 січня 1953 року в селі Ступки Тернопільського району Тернопільської області.
Свій трудовий шлях починав зварювальником.
По закінченні у 1976 році історичного факультету Львівського державного університету імені І. Франка працював вчителем історії Золочівської середньої школи № 2.
З травня 1998 по 2002 рік обіймав посаду заступника голови Золочівської районної ради Львівської області
По тому з 2002 по 2005 роки повернувся до учительської справи та був вчителем історії Золочівської середньої школи № 2 імені М. Шашкевича.
7 березня 2005 року Борис Золотник був призначений на посаду Голови Золочівської районної державної адміністрації, на якій пропрацював до свого звільнення 2 червня 2006 року.
Відразу по звільненню з посади Голови Золочівської РДА у червні 2006 року став головою Золочівської районної ради Львівської області, яку обіймав по 2010 рік.
У 2007 році балотувався у народні депутати України від виборчого блоку «Наша Україна — Народна самооборона» за № 436.
Був помічником-консультантом народного депутата України VI скликання Вячеслава Коваля на платній основі.
Борис Золотник був обраний депутатом Золочівської районної ради на місцевих виборах 2010 року і балотувався на посаду Голову районної ради, але під час таємного голосування, яке відбулось 2 грудня 2010 року на І сесії VI скликання, він набрав 32 голоси і поступився Володимиру Недзельському, який набрав 37 голосів.
Помер Борис Золотник 27 грудня 2014 року дорогою до Львова. Поховали його у Золочеві на Новому цвинтарі біля пам'ятника ОУН-УПА 29 грудня 2014 року

## Громадська робота
Борис Золотник був одним із засновником Золочівського районної організації Народного Руху України.
Також він був депутатом І демократичного скликання Львівської обласної ради (1990—1994).
Обирався депутатом Золочівської районної ради 5 скликань, зокрема, III (1998—2002), V (2006—2010) та VI (2010—2014) скликань.
Був помічником народного депутата України III та IV скликань Ярослава Кендзьора на громадських засадах.
У 2012 році після ухвалення Верховної Радою України Закону України «Про засади державної мовної політики» Борис Золотник увійшов до Золочівського районного комітету захисту української мови.
Також він був заступником голови Золочівської районної організації Народного руху України та членом Проводу Львівської крайової організації НРУ.
Під подій Євромайдану листопада 2013 — лютого 2014 року був активним лідером Євромайдану у м. Золочеві.
У 2014 році Борис Золотник підготував відеолекцію про історію розвитку Народного руху України на Золочівщині (до 25-річчя створення районної організації) та провів низку заходів, присвячених цій події

## Нагороди
- Почесна відзнака Львівської обласної ради «90-річчя від дня проголошення Західно-Української Народної Республіки» (2009)[26]

## Родина
У Борис Золотника є син Андрій.